# جون بايرز (ممثلة)
جون بايرز (بالإنجليزية: June Byers)‏ هي مصارعة محترفة وممثلة أمريكية، ولدت في 25 مايو 1922 في هيوستن في الولايات المتحدة، وتوفيت بنفس المكان في 20 يوليو 1998 بسبب ذات الرئة. من الجوائز التي نالتها قاعة المشاهير.

## جوائز
- قاعة المشاهير

## وصلات خارجية
- جون بايرز (ممثلة) على موقع دبليو دبليو إي (الإنجليزية)
- جون بايرز (ممثلة) على موقع WrestlingData.com (الإنجليزية)
- جون بايرز (ممثلة) على موقع CageMatch worker (الإنجليزية)
- جون بايرز (ممثلة) على موقع قاعدة بيانات المصارعة على الإنترنت (الإنجليزية)
- جون بايرز (ممثلة) على موقع عالم المصارعة على الإنترنت (الإنجليزية)
- جون بايرز (ممثلة) على موقع عالم المصارعة على الإنترنت (الإنجليزية)
- جون بايرز (ممثلة) على موقع IMDb (الإنجليزية)